# Рассеянный свет (Секретные материалы)
«Рассеянный свет» (англ. Soft Light) — 23-й эпизод 2-го сезона сериала «Секретные материалы», главные герои которого — Фокс Малдер (Дэвид Духовны) и Дана Скалли (Джиллиан Андерсон), агенты ФБР, расследующие сложно поддающиеся научному объяснению преступления, называемые «Секретными материалами». В данном эпизоде Малдер и Скалли расследуют необъяснимые исчезновения людей, о которых говорят лишь небольшие обугленные пятна. В ходе следствия, агенты выходят на учёного, чья тень в результате несчастного случая превратилась смертоносную чёрную дыру. Эпизод принадлежит к типу «монстр недели» и никак не связан с основной «мифологией сериала», заданной в первой серии.
Премьера состоялась 5 мая 1995 года на телеканале FOX. От критиков серия получила смешанные отзывы.
«Рассеянный свет» стал первым эпизодом «Секретных материалов», сценарий к которому написал тогда еще малоизвестный Винс Гиллиган. В дальнейшем, Гиллиган, не входивший в основную сценарную группу сериала, выступил автором ряда эпизодов, включая такие популярные серии у зрителей и критиков как «Толкач», «Дурная кровь» и «Memento mori».

## Сюжет
В отеле в Ричмонде, штат Виргиния, учёный Честер Бэнтон лихорадочно стучится в дверь номера, привлекая внимание Патрика Ньюирта — постояльца в номере напротив. Не достучавшись до некоего «Морриса», Бэнтон отодвигается назад и, вопреки всем законам физики, его тень проникает под дверь наблюдающего через глазок Ньюирта. В доли секунды Ньюирт оказывается испепелен, оставив лишь обугленный след руки на ковролине. Осознав произошедшее, Бэнтон в панике убегает.
Местный полицейский детектив Келли Райан, расследующая дело о пропаже Ньюирта и исчезнувших похожим образом людей, просит Скалли, своего бывшего инструктора в академии ФБР, о помощи. Прорабатывая изначальную теорию Малдера о спонтанном самовозгорании людей, агенты замечают, что все жертвы недавно прибыли в Ричмонд на поезде, и решают начать поиски на вокзале. В это время Бэнтон, сидящий на вокзале, где из-за рассеянного света его тень не отображается, решает выйти за пределы здания, но привлекает внимание патрульных полицейских. При попытке задержать Бэнтона оба полицейских случайно попадают на его тень и исчезают в доли секунды, оставив на асфальте лишь небольшие обугленные пятна.
На следующий день Малдер видит на видеозаписи камеры слежения внимательно разглядывающего пол Бэнтона. По логотипу на куртке Бэнтона агенты выходят на фирму «Поларити Магнетикс». Партнер Бэнтона по фирме доктор Дэйви рассказывает агентам, что Бэнтон занимался изучением черных дыр, но пропал пять недель назад после несчастного случая в лаборатории. По словам Дэйви, Бэнтон был случайно закрыт в помещении с ускорителем частиц и подвергся бомбардировке атомными частицами.
На вокзале агенты находят Бэнтона, но тот спасается от них бегством, забегая в плохо освещенную часть железнодорожных путей. Малдер внимает предупреждению ученого и выстрелами разбивает лампы, создающие тень Бэнтона. Бэнтон разрешает отвезти себя в психиатрическую больницу, где его помещают в одиночную палату с рассеянным светом. Там он поясняет агентам, что его тень в результате инцидента теперь превращает любую материю в чистую энергию, и он боится, что правительство будет эксплуатировать этот феномен. Начальник детектива Райан требует, чтобы агенты прекратили следствие из-за отсутствия юрисдикции. Малдер связывается с Иксом, который уверяет агента, что правительство не заинтересовано в Бэнтоне. Той же ночью Икс с двумя подручными пытаются вывезти Бэнтона из больницы, но возникшая тень Бэнтона позволяет учёному сбежать.
Вернувшись в «Поларити Магнетикс», Бэнтон вынужденно убивает детектива Райан, пытавшуюся его арестовать. Приказав доктору Дэйви включить ускоритель, Бэнтон закрывается в помещении в надежде восстановить свою обычную тень, но, выясняется, что Дэйви его предал. Приехавший Икс убивает Дэйви, а когда на место прибывают Малдер и Скалли, то им удается лишь увидеть чье-то тело за долю секунды до того, как оно исчезло в комнате с акселератором. Малдер понимает, что Икс его обманул, и требует, чтобы тот больше с ним не связывался. Дело оказывается закрыто, а доктор Дэйви пропал без вести. Бэнтон же оказывается в заключении, где над ним проводят эксперименты.

## Производство

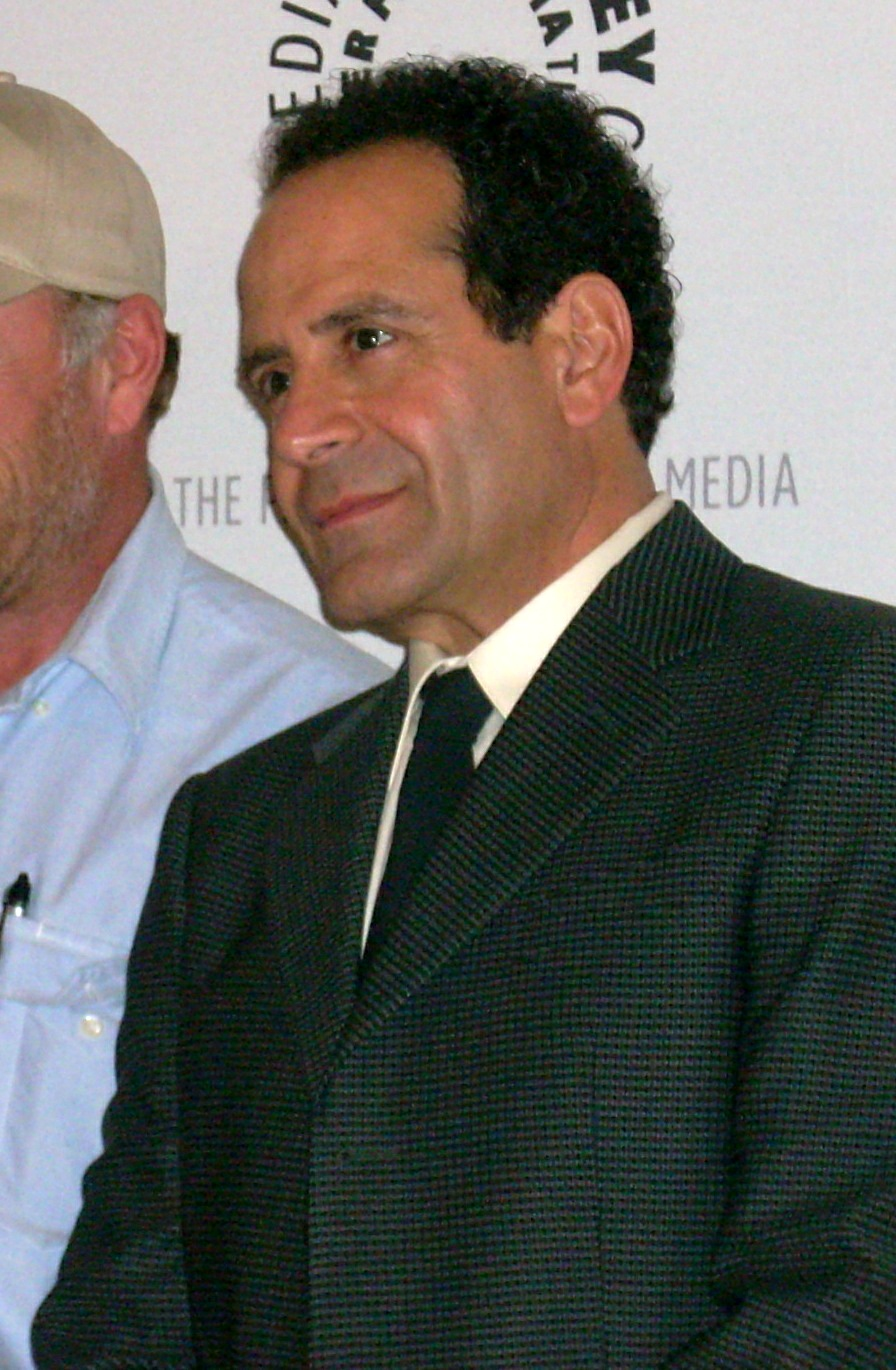
Тони Шалуб — исполнитель роли доктора Бэнтона.

Сценарий к «Рассеянному свету» написал начинающий автор Винс Гиллиган. Будучи фанатом «Секретных материалов», Гиллиган узнал, что его агент приходится родственником Крису Картеру. Это помогло Гиллигану добиться встречи с Картером, в ходе которой сценарист поделился с создателем сериала своей идеей о тени, независимой от тела. Картер попросил Гиллигана воплотить эту задумку в сценарии, что стало довольно необычным для «Секретных материалов», где сценарии всё время писала группа штатных сценаристов (хотя по завершении работы, Гиллиган также получил место постоянного сценариста).
Изначально тень Бэнтона задумывалась как независимая от тела ученого. Картер и Говард Гордон переписали этот момент, что позволило значительно сэкономить на анимации. Также в оригинальном сценарии отсутствовал Икс. Он был вписан Картером позже, чтобы страх Бэнтона перед правительством выглядел «больше, чем просто паранойя». Фрэнк Спотниц положительно отозвался об этой правке, так как «прошло много времени с тех пор, как Икс что-либо делал, и персонажу очень требовалось расти». Несмотря на статус новичка, Гиллиган добавил в сценарий характерный для многих серий «Секретных материалов» «юмор для своих», где под своими подразумеваются поклонники сериала или члены съемочной группы. При осмотре закрытого изнутри номера, из которого пропал Патрик Ньюирт, обычно скептическая Скалли первой отправилась осматривать вентиляционную решётку в комнате, что является отсылкой к эпизодам «Узкий» и «Тумс». Главный антагонист этих серий, Юджин Виктор Тумс, атаковал своих жертв, пробираясь к ним по вентиляционным ходам и другим узким пространствам, одной из своих целей выбрав Скалли. Примечательно, что исполнитель роли доктора Дэйви, Кевин Макналти, сыграл в «Узком» роль агента ФБР Фуллера (в этой же роли он повторно выступил в эпизоде «Апокриф»). Не была новичком на съёмочной площадке сериала и Кейт Туа: актриса сыграла женское воплощение брата Мартина в эпизоде Транссексуал.
В роли доктора Бэнтона снялся Тони Шалуб, который ранее не был знаком с «Секретными материалами». Но, ознакомившись со сценарием, актёр счёл роль весьма привлекательной, найдя сходство с «Сумеречной зоной». Во время съёмок особое впечатление на Шалуба произвела работе на натуре. Съёмки сериала «Крылья», где до этого был занят Шалуб, осуществлялись, по его словам, «на 99 % в студии». «Секретные материалы», напротив, снимались, в разных частях Ванкувера и его окрестностях. Например, сцены на вокзале были отсняты как на Тихоокеанском центральном вокзале, так и внутри Тихоокеанского морского института. Гиллиган, как фанат сериала, запечатлел съёмочный процесс своего первого эпизода «Секретных материалов» на личную видеокамеру.

## Эфир и отзывы
Премьера эпизода состоялась на канале Fox 5 мая 1995 года. Рейтинг Нильсена составил 8,5 балла с долей в 15,0, означающий, что примерно 8,5 процента из всех оборудованных телевизором домозяйств в США  и 15 процентов от всех домохозяйств, смотревших телевизор в тот вечер, были настроены на премьеру эпизода. Количество зрителей, смотревших премьеру, оценивается в 8,1 миллиона человек.
От критиков эпизод получил смешанные отзывы. «Entertainment Weekly» присвоил серии оценку «B–», добавив «очки» за сложную научную составляющую, но вычтя баллы за «натянутую теорию заговора». Зэк Хэндлен, обозреватель «The A.V. Club» дал серии аналогичную оценку, напротив сочтя присутствие Икса за положительный момент, а объяснение тени Бэнтона посчитав не проработанным в достаточной мере. Роберт Ширман и Ларс Пирсон в книге «Желая верить: Критический путеводитель по Секретным материалам, Тысячелетию и Одиноким стрелкам» (англ. Wanting to Believe: A Critical Guide to The X-Files, Millennium & The Lone Gunmen) оценили эпизод на четыре звезды из возможных пяти. Писатели хорошо отозвались о том, как показано расследование, в ходе которого Малдер и Скалли выдвигают различные теории, а в дальнейшем либо отказываются от них, либо разрабатывают их глубже. Кроме того, Ширману и Пирсону понравилась концовка, которая, по их мнению, как нельзя лучше иллюстрирует, что нельзя доверять правительству. А вот Джон Киган («Critical Myth») поставил эпизоду оценку в пять баллов из десяти. Критик написал, что «эпизод не вытягивает из-за своей совершенно  абсурдной концепции, которую интересное разрешение уравновешивает лишь частично, показав более зловещую сторону информатора Малдера. Как и финальные эпизоды предыдущего сезона, концовка этого сезона дает достаточно намёков, что Малдер и Скалли нажимают не те кнопки».